# Präskription
Die Präskription ist eine wissenschaftliche Methode zur Herausbildung einer These, die im Anschluss an die Thesenbildung durch empirische (allgemeine) Beobachtung oder durch ein Experiment abgesichert werden muss. Das Ziel der Präskription ist also die Festlegung von Strukturmerkmalen, die im Rahmen wissenschaftlicher Beobachtungen als wiederkehrende, typische Merkmale zu erfassen sein müssen. 
Verwandt mit der Präskription ist die „normative“ Beschreibung, die sich um Definition von Regeln bemüht, die für einen Gegenstand oder einen Sachverhalt gültig sein sollen. Die Normation greift dabei allerdings bereits auf empirische Erkenntnisse zurück und versucht, deren Wesenheit durch eine normative Aussage zu verallgemeinern.
Der Gegenbegriff ist die Deskription.

## Beispiele
Die Präskription stellt Sollensfragen wie:
- Welche Objekte sollen untersucht werden?
- Welche Analyseebene soll angewandt werden?

### Verwendung in der Moralphilosophie
Richard Mervyn Hare ist der Meinung, dass moralische Verpflichtungsurteile dadurch ausgezeichnet sind, präskriptiv und universalisierbar zu sein. Unter der Präskriptivität eines moralischen Verpflichtungsurteils ist zu verstehen, dass ein Sprecher mit einem moralischen Verpflichtungsurteil implizit fordert bzw. implizit dazu auffordert, dass etwas Bestimmtes getan bzw. unterlassen werde.